# Cantone di Colmar-Nord
Il Cantone di Colmar-Nord era una divisione amministrativa dell'Arrondissement di Colmar.
A seguito della riforma approvata con decreto del 21 febbraio 2014, che ha avuto attuazione dopo le elezioni dipartimentali del 2015, è stato soppresso.

## Composizione
Comprendeva la parte settentrionale della città di Colmar.